# Winston-Salem Open 2025 - Qualificazioni singolare
Le qualificazioni del singolare del Winston-Salem Open 2025 sono state un torneo di tennis preliminare per accedere alla fase finale. I vincitori dell'ultimo turno sono entrati di diritto nel tabellone principale. In caso di ritiro di uno o più giocatori aventi diritto a questi sono subentrati gli alternate, coloro che vengono ammessi al tabellone principale a causa dell'assenza di un lucky loser che possa sostituire il giocatore ritirato.

## Teste di serie
1. Aleksandar Vukic (qualificato)
2. Tristan Schoolkate (ultimo turno)
3. Alejandro Tabilo (ultimo turno)
4. Valentin Royer (ultimo turno)

1. Emilio Nava (ritirato)
2. Nishesh Basavareddy (qualificato)
3. Tristan Boyer (primo turno)
4. Aidan Mayo (primo turno)

## Qualificati
1. Aleksandar Vukic
2. Nishesh Basavareddy

1. Dhakshineswar Suresh
2. Darwin Blanch

## Tabellone

### Sezione 1
|  | Primo turno | Primo turno          | Primo turno      | Primo turno | Primo turno |  |  | Ultimo turno | Ultimo turno     | Ultimo turno     | Ultimo turno | Ultimo turno |  |
|  |             |                      |                  |             |             |  |  |              |                  |                  |              |              |  |
|  | 1           | Aleksandar Vukic     | Aleksandar Vukic | 6           | 6           |  |  |              |                  |                  |              |              |  |
|  | WC          | Luca Pow             | Luca Pow         | 3           | 4           |  |  | 1            | Aleksandar Vukic | Aleksandar Vukic | 6            | 6            |  |
|  | Alt         | Thai-Son Kwiatkowski | 6                | 5           | 3           |  |  | Alt          | Karl Poling      | Karl Poling      | 4            | 2            |  |
|  | Alt         | Karl Poling          | 3                | 7           | 6           |  |  |              |                  |                  |              |              |  |

### Sezione 2
|  | Primo turno | Primo turno         | Primo turno         | Primo turno | Primo turno |  |  | Ultimo turno | Ultimo turno        | Ultimo turno        | Ultimo turno | Ultimo turno |  |
|  |             |                     |                     |             |             |  |  |              |                     |                     |              |              |  |
|  | 2           | Tristan Schoolkate  | 65                  | 6           | 6           |  |  |              |                     |                     |              |              |  |
|  | Alt         | Cannon Kingsley     | 7                   | 4           | 1           |  |  | 2            | Tristan Schoolkate  | Tristan Schoolkate  | 4            | 3            |  |
|  | Alt         | Alex Rybakov        | Alex Rybakov        | 2           | 0           |  |  | 6            | Nishesh Basavareddy | Nishesh Basavareddy | 6            | 6            |  |
|  | 6           | Nishesh Basavareddy | Nishesh Basavareddy | 6           | 6           |  |  |              |                     |                     |              |              |  |

### Sezione 3
|  | Primo turno | Primo turno          | Primo turno          | Primo turno | Primo turno |  |  | Ultimo turno | Ultimo turno         | Ultimo turno | Ultimo turno | Ultimo turno |  |
|  |             |                      |                      |             |             |  |  |              |                      |              |              |              |  |
|  | 3           | Alejandro Tabilo     | Alejandro Tabilo     | 6           | 7           |  |  |              |                      |              |              |              |  |
|  | Alt         | Kyle Seelig          | Kyle Seelig          | 3           | 5           |  |  | 3            | Alejandro Tabilo     | 6            | 64           | 3            |  |
|  | WC          | Dhakshineswar Suresh | Dhakshineswar Suresh | 6           | 6           |  |  | WC           | Dhakshineswar Suresh | 1            | 7            | 6            |  |
|  | 8           | Aidan Mayo           | Aidan Mayo           | 3           | 4           |  |  |              |                      |              |              |              |  |

### Sezione 4
|  | Primo turno | Primo turno    | Primo turno    | Primo turno | Primo turno |  |  | Ultimo turno | Ultimo turno   | Ultimo turno | Ultimo turno | Ultimo turno |  |
|  |             |                |                |             |             |  |  |              |                |              |              |              |  |
|  | 4           | Valentin Royer | Valentin Royer | 6           | 6           |  |  |              |                |              |              |              |  |
|  | Alt         | Kenta Miyoshi  | Kenta Miyoshi  | 2           | 4           |  |  | 4            | Valentin Royer | 6            | 2            | 65           |  |
|  | Alt         | Darwin Blanch  | Darwin Blanch  | 6           | 6           |  |  | Alt          | Darwin Blanch  | 4            | 6            | 7            |  |
|  | 7           | Tristan Boyer  | Tristan Boyer  | 2           | 3           |  |  |              |                |              |              |              |  |